# Prionops plumatus
L'averla dall'elmo crestalunga (Prionops plumatus (Shaw, 1809)) è un uccello passeriforme della famiglia Vangidae.

## Etimologia

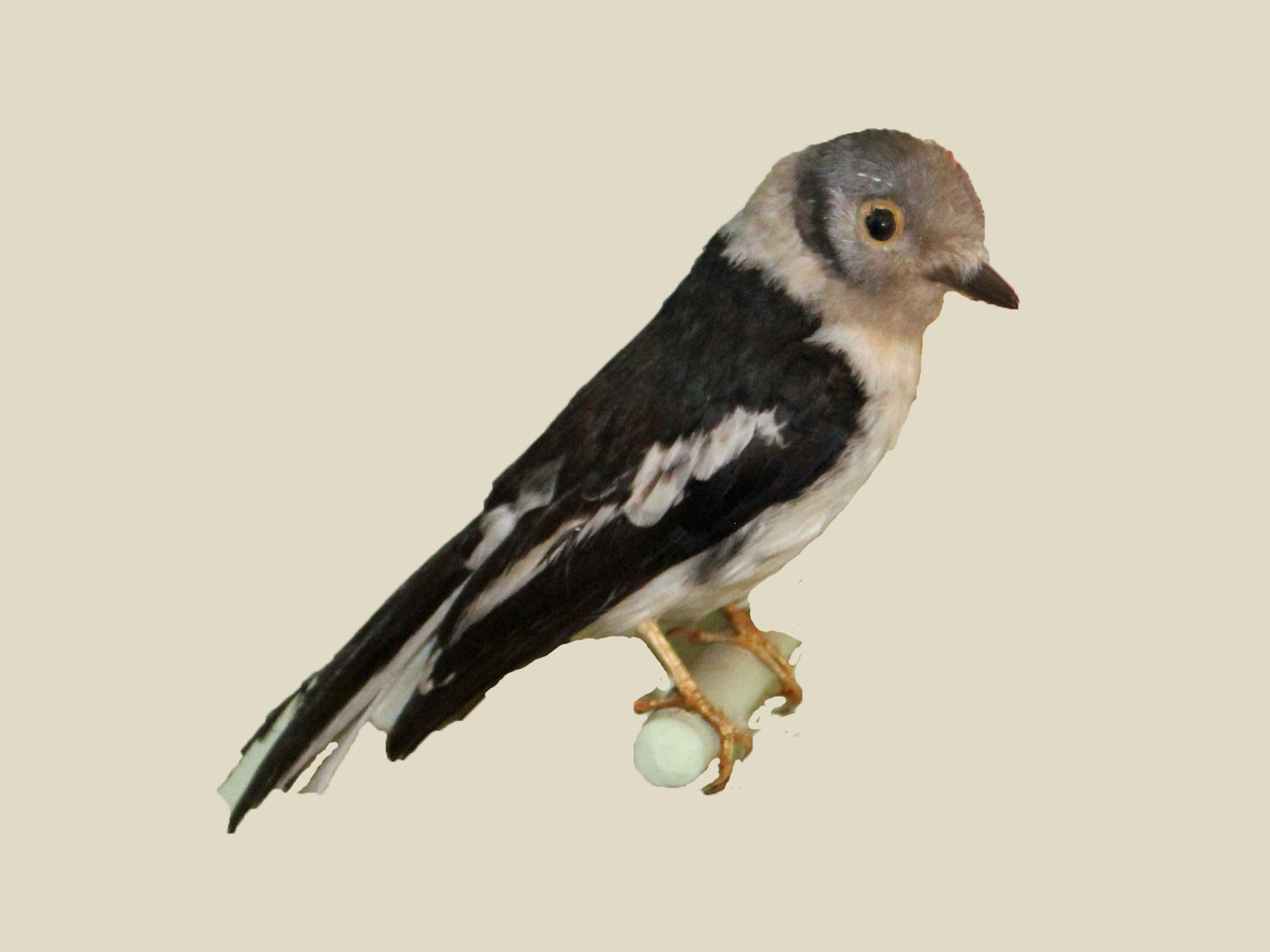
Esemplare impagliato.

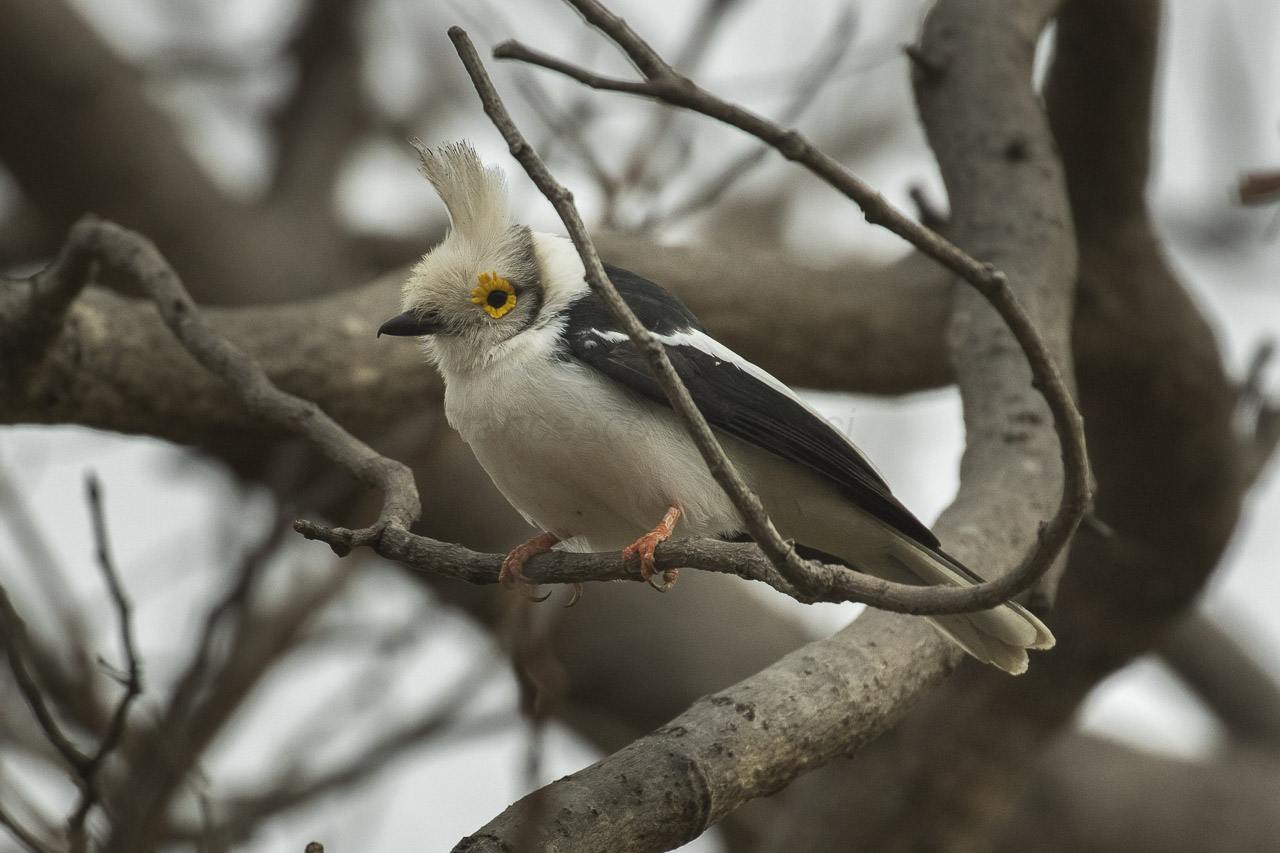
Esemplare con cresta eretta in Gambia.

Il nome scientifico della specie, plumatus, deriva dal latino e significa "munito di piume", in riferimento alla cresta erettile sulla testa.

## Descrizione

### Dimensioni
Misura 19–25 cm di lunghezza, per 25-49 g di peso.

### Aspetto
Si tratta di uccelli dall'aspetto robusto, muniti di grossa testa squadrata e allungata, becco conico forte e appuntito, ali arrotondate, coda mediamente lunga e dall'estremità squadrata e zampe forti e grosse, anche se non molto lunghe: caratteristica di questi animali è la presenza di penne allungate su fronte e vertice, che formano una cresta erettile ben visibile quando l'animale è curioso o eccitato.
Il piumaggio è grigio-biancastro su buona parte della testa, gola, petto, ventre e sottocoda, con sfumature beige sulla testa (dove fronte e vertice sono più scuri e tendenti al grigio-brunastro chiaro, mentre tempie e nuca sono di color grigio argenteo) e sul petto: sulla nuca è presente una banda di colore bruno scuro a forma di mezzaluna, la quale va a formare due basette nere ai lati del collo, alla base della testa. Ali, dorso e coda sono di colore nero, le prime con copritrici dall'orlo bianco e la seconda con superficie inferiore bianca.
Il becco è di colore nerastro, le zampe sono di color carnicino-rosa brillante, e gli occhi sono piuttosto grandi e di colore giallo chiaro, con cerchio perioculare esteso e glabro, a forma di margherita, di colore giallo.

## Biologia

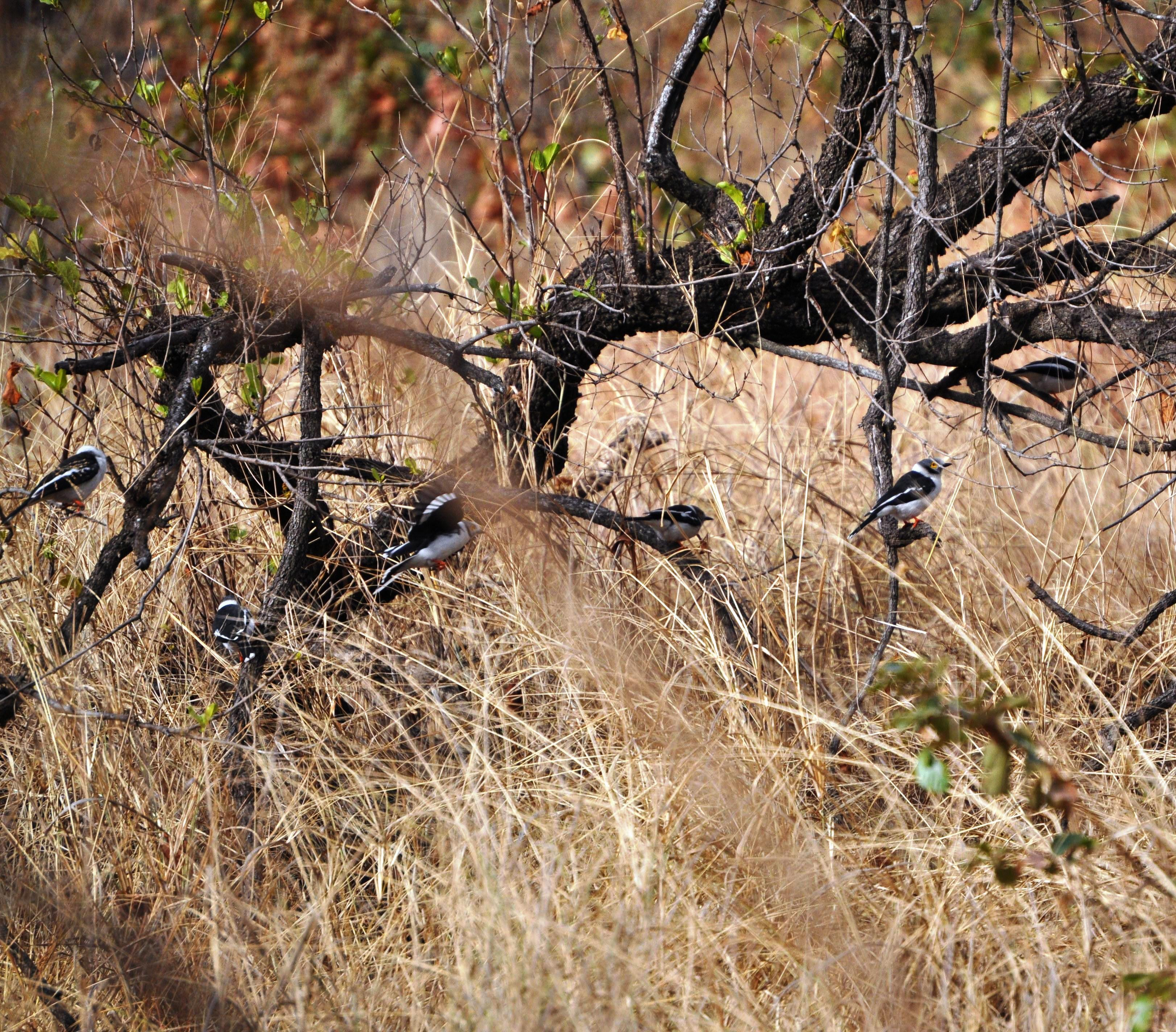
Gruppo nel parco nazionale Kruger.

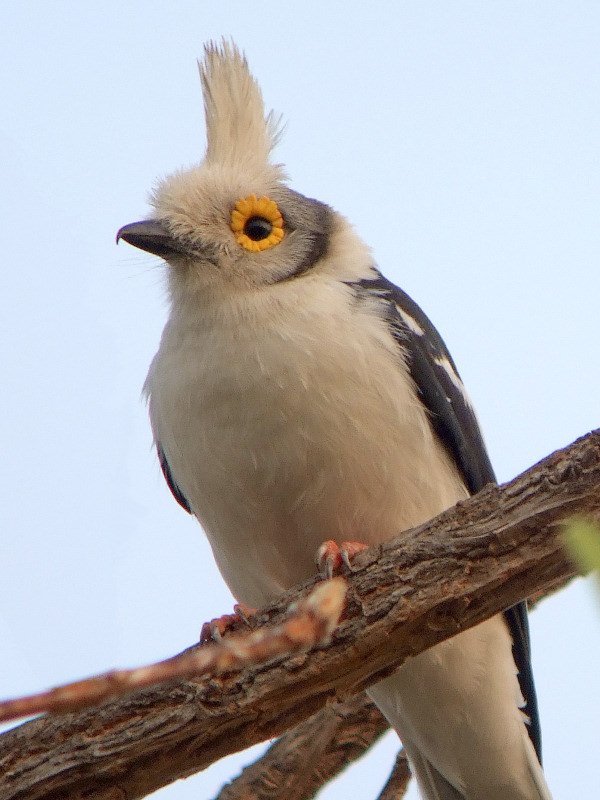
Esemplare con cresta eretta nel parco nazionale del delta del Saloum.

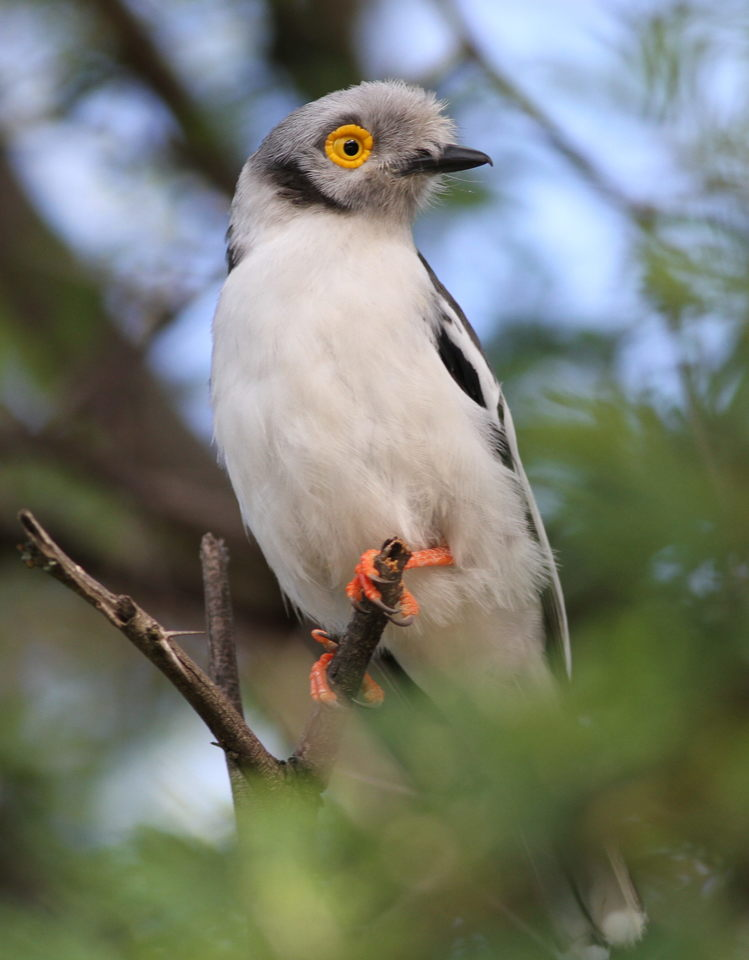
Esemplare nel parco nazionale Marakele.

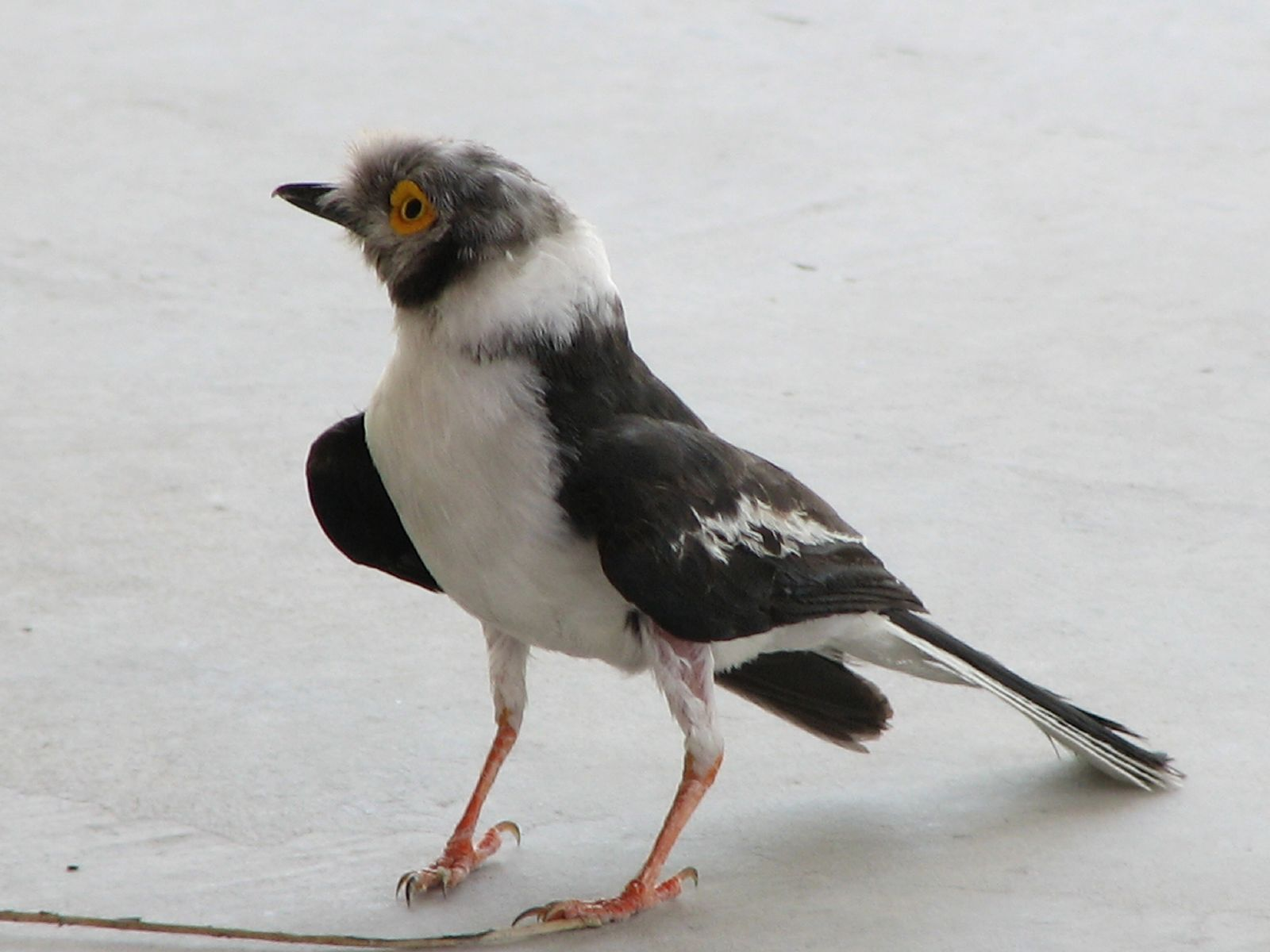
Esemplare al suolo nel parco nazionale Etosha.

Si tratta di uccelli dalle abitudini di vita essenzialmente diurne, che vivono in gruppi a base familiare che comprendono una coppia riproduttrice coi figli di più covate, contando una decina di individui.

I vari membri di un gruppo passano la maggior parte della giornata alla ricerca di cibo al suolo o fra i cespugli, tenendosi in costante contatto vocale mediante richiami alti ed aspri mediante i quali vengono regolati anche i rapporti gerarchici fra i vari membri: durante la notte, i gruppi cercano riparo fra la vegetazione arborea.

### Alimentazione
L'averla dall'elmo crestalunga si nutre principalmente di insetti ed altri invertebrati e delle loro larve (i soli bruchi costituiscono da soli quasi la metà della loro dieta), ma anche di piccoli vertebrati, come rettili e topi di piccole dimensioni: questi uccelli, inoltre, possono sporadicamente nutrirsi anche di frutta e bacche.
Questi uccelli catturano le prede in maniera simile alle averle nostrane, appostandosi in agguato su rami in evidenza e planando su di esse dall'alto, trattenendole con le zampe robuste e finendole col becco affilato, per poi consumarle dopo averle portate su di un posatoio elevato.

### Riproduzione
Si tratta di uccelli monogami, che sono virtualmente in grado di riprodursi durante tutto l'arco dell'anno, pur mostrando picchi delle schiuse fra marzo e luglio ed ottobre e dicembre.
Il nido viene costruito dalla femmina nel folto della vegetazione arbustiva, intrecciando a forma di coppa profonda rametti e fibre vegetali: al suo interno, essa depone 3-5 uova, che provvede a covare per poco più di due settimane, al termine delle quali schiudono pulli ciechi ed implumi.

I nidiacei vengono accuditi da ambedue i genitori, spesso con la cooperazione degli altri membri del gruppo (che sono in genere i fratelli maggiori dei pulli, nati in stagioni riproduttive precedenti): in tal modo, essi s'involano attorno alle tre settimane di vita, pur rimanendo col gruppo ancora per un certo periodo di tempo prima di allontanarsene definitivamente.

## Distribuzione e habitat

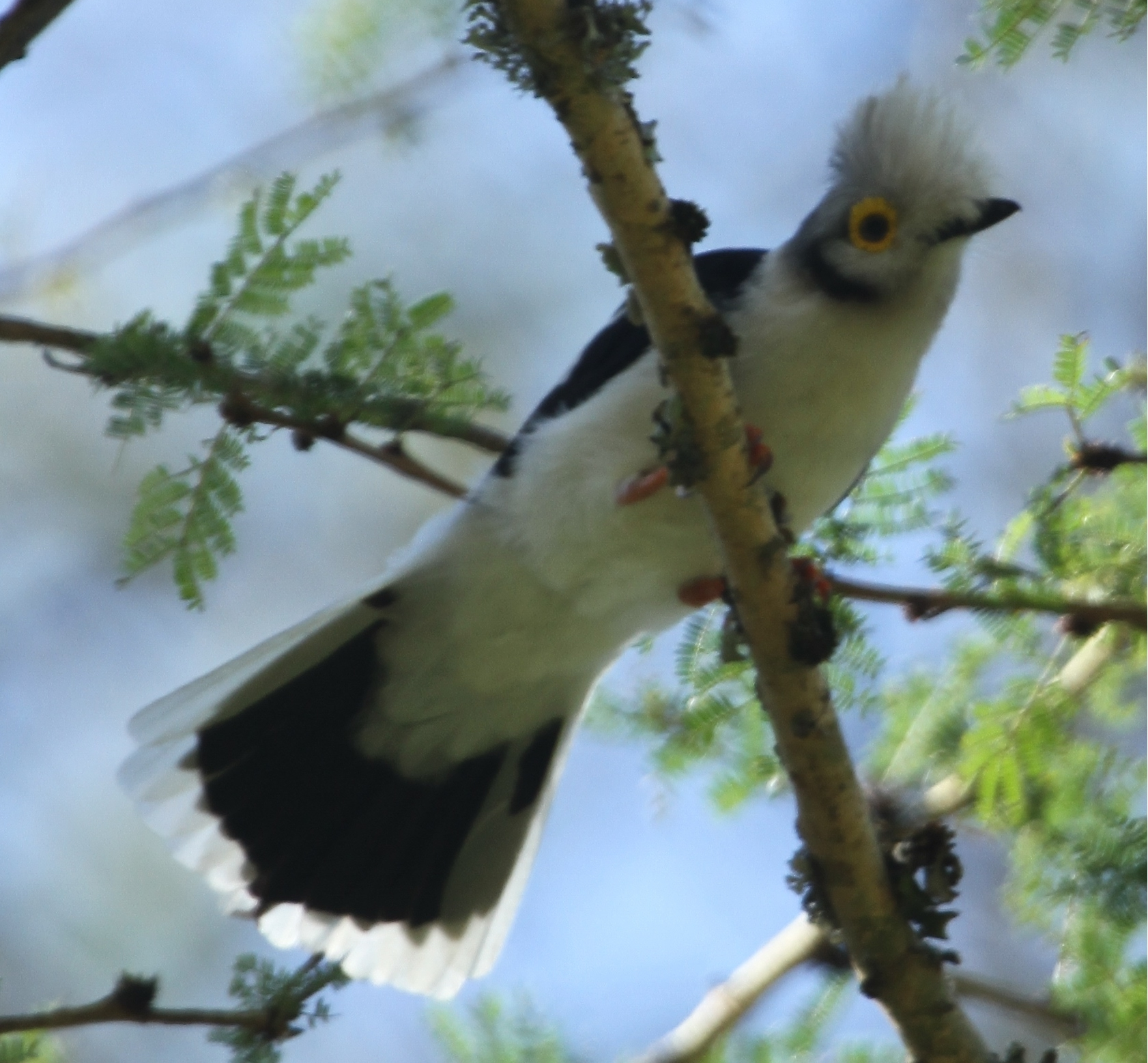
Esemplare sul Lago Nakuru.

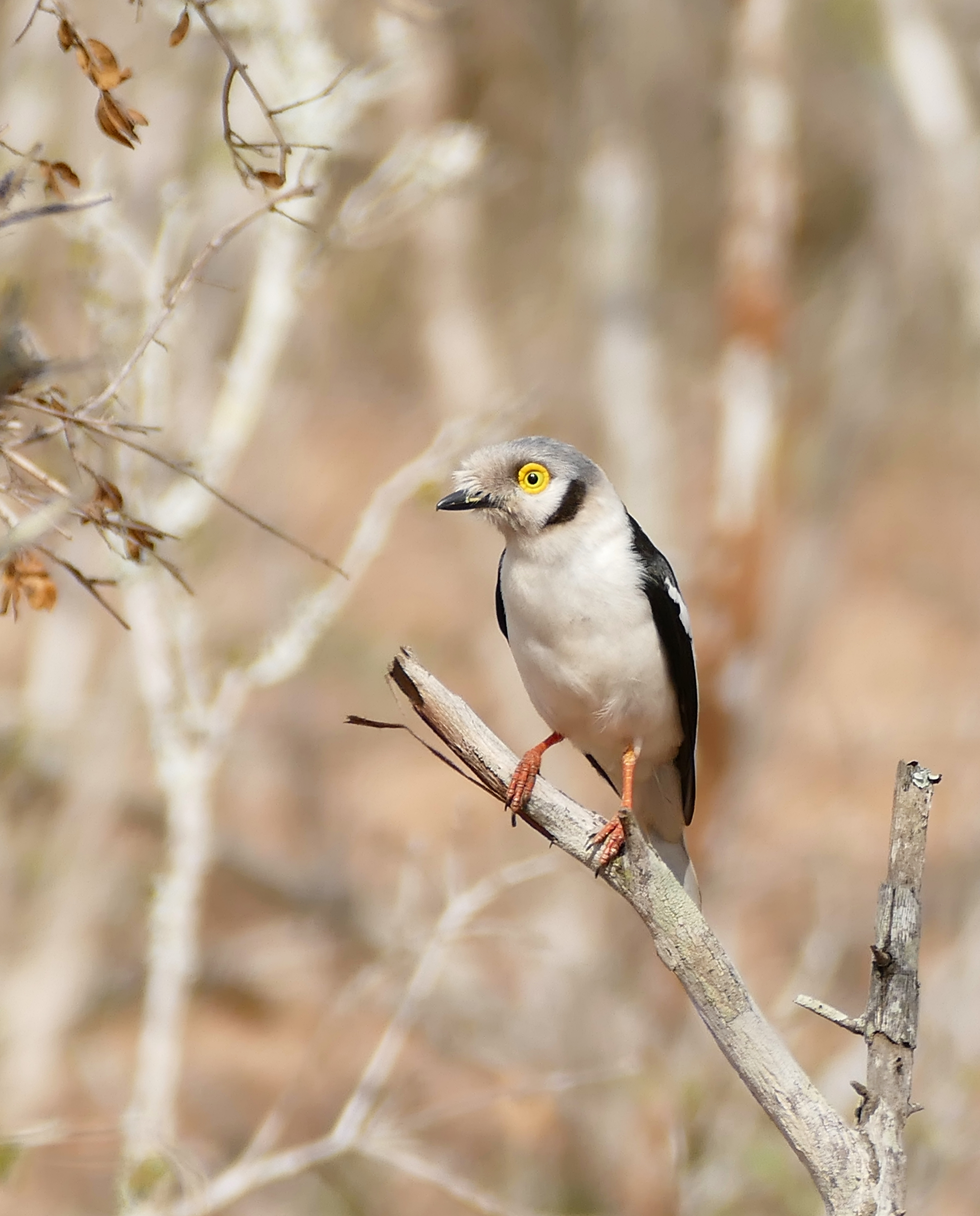
Esemplare nel KwaZulu-Natal.

L'averla dall'elmo crestalunga è diffusa in un'ampia porzione dell'Africa subsahariana, occupando un areale che si estende attraverso gran parte del Sahel dalla Senegambia al Somaliland attraverso Guinea, Mauritania meridionale, Mali sud-occidentale, Burkina Faso, nord di Costa d'Avorio e Ghana, Benin, Togo, Nigeria, Camerun centrale e settentrionale, Repubblica Centrafricana, Ciad meridionale, Sudan meridionale e Sudan del Sud, e da qui a sud attraverso Etiopia, Uganda, Ruanda, Burundi, Kenya, Tanzania, Congo orientale e meridionale (Katanga), Zambia, Angola centrale, nord di namibia e Botswana, Zimbabwe, Zambia, Mozambico centrale e meridionale, Swaziland e Sudafrica settentrionale e nord-orientale.
L'habitat di questi uccelli è rappresentato dalla savana alberata e cespugliosa e dalle foreste subtropicali e tropicali secondarie secche: durante la stagione degli amori, questi animali divengono maggiormente frequenti nelle foreste di Baikiaea.

## Tassonomia
Se ne riconoscono sei sottospecie:

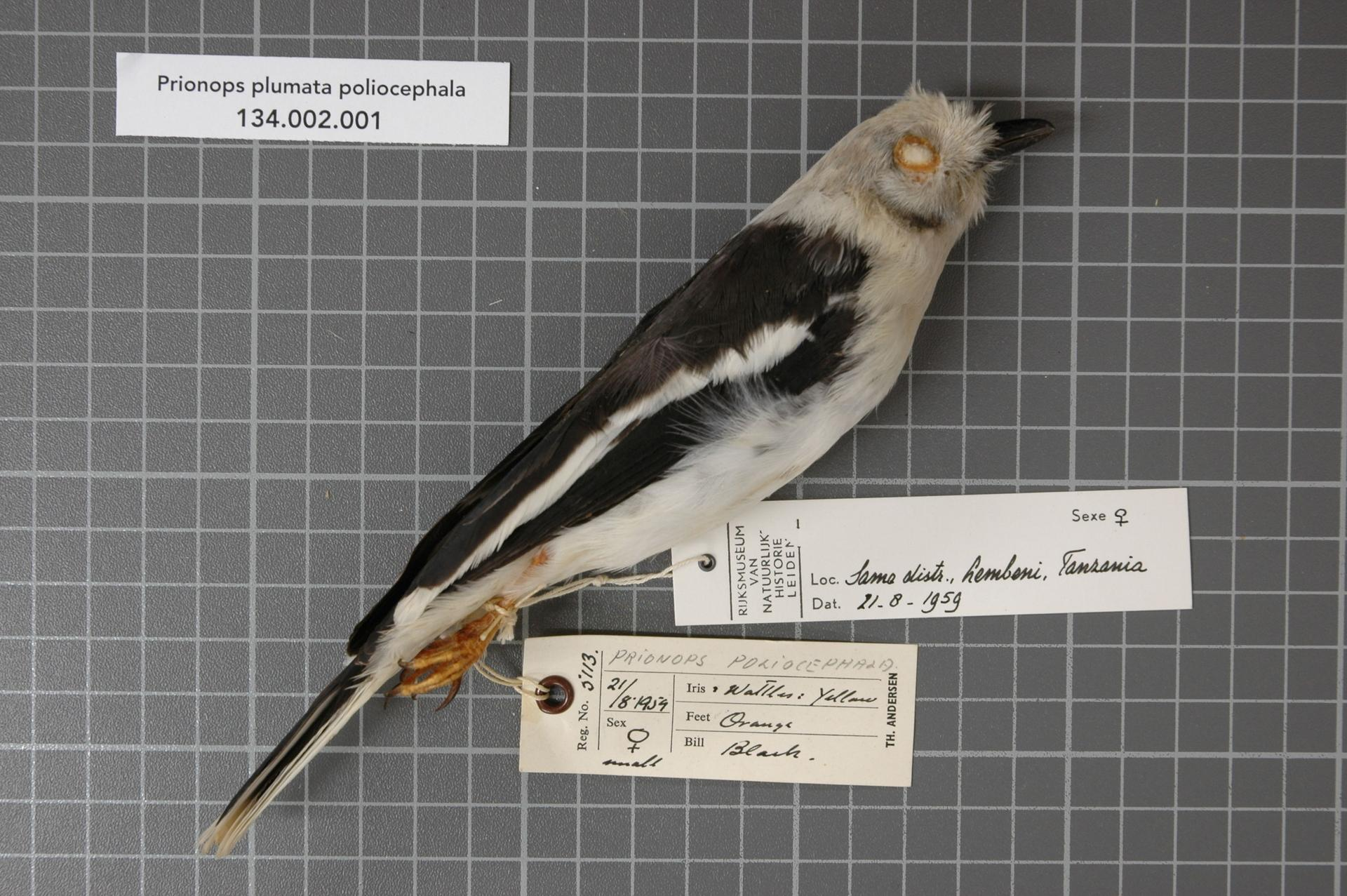
Femmina impagliata della sottospecie poliocephalus.

- Prionops plumatus plumatus (Shaw, 1809) - la sottospecie nominale, diffusa in Guinea dal Senegal al Camerun;
- Prionops plumatus concinnatus Sundevall, 1850 -  diffusa dal Camerun centrale all'area di confine fra Sudan del Sud, Etiopia, Uganda e Congo;
- Prionops plumatus cristatus Rüppell, 1836 - diffusa dall'Eritrea al Kenya nord-occidentale;
- Prionops plumatus vinaceigularis Richmond, 1897 - diffusa nel Corno d'Africa e nella fascia costiera di Kenya e Tanzania;
- Prionops plumatus poliocephalus (Stanley, 1814) - diffusa in Tanzania sud-orientale, Malawi, Zambia orientale e Mozambico, fino alla fascia costiera nord-orientale del Sudafrica;
- Prionops plumatus talacoma Smith, 1836 - diffusa dall'Uganda meridionale al Sudafrica settentrionale, e da qui fino all'Angola centrale;

Alcuni autori riconoscerebbero inoltre le sottospecie adamauae del Camerun centrale (sinonimizzata con concinnatus), melanopterus dell'Etiopia sud-orientale (sinonimizzata con vinaeigularis) ed angolicus dell'Angola settentrionale (sinonimizzata con talacoma).